# Elecciones parlamentarias de Marruecos de 2007
El 7 de septiembre de 2007 tuvieron lugar elecciones parlamentarias en Marruecos, las segundas bajo el Rey Mohamed VI. La participación era de alrededor de 37%, la menor en la historia del país. Fueron las primeras elecciones parlamentarias en la historia marroquí en las que se admitían observadores internacionales.
Había 33 partidos políticos diferentes y 13 candidatos independientes que competían por los 325 escaños del parlamento. Antes de las elecciones, tuvo lugar una reordenación de los distritos electorales, cuyo número aumentó de 91 a 95. Aunque el ministro de Interior, Chakib Benmoussa explicó que los cambio se hicieron "de acuerdo con la objetividad y la transparencia", se le acusó de realizarlos para prevenir una victoria electoral del Partido de la Justicia y el Desarrollo (PJD), de orientación islamista.
De hecho, en las elecciones, el PJD fue el partido más votado, pero solo obtuvo el segundo mayor número de escaños, por lo que siguió siendo el principal partido de la oposición. La Unión Socialista de Fuerzas Populares (USFP) perdió casi un cuarto de sus escaños y fue sustituida como partido principal por su anterior socio de gobierno, el Partido Istiqlal, de orientación nacionalista. Los mayores ganadores de las elecciones fueron el Movimiento Popular (liberal) y la Unión Constitucional (conservadora).
El 19 de septiembre de 2007, el líder del Partido Istiqlal, Abbas El Fassi fue nombrado primer ministro por el Rey Mohamed VI. Formó un gobierno con el Partido Istiqlal, la USFP, la Agrupación Nacional de los Independientes (RNI), y el Partido del Progreso y el Socialismo (PPS). El Movimiento Popular salió del gobierno.

## Resultados
| Partido | Votos                              | %                   | Escaños | +/- |
| --- | ---------------------------------- | ------------------- | ------- | --- |
| Partido de la Independencia (Hizb al-Istiqlal/Parti d'Independence) * | 494.256                            | 10,7                | 52      | +4  |
| Partido de la Justicia y del Desarrollo (Parti de la Justice et du Développement) | 503.396                            | 10,9                | 46      | +4  |
| Movimiento Popular (Mouvement Populaire) * | 426.849                            | 9,3                 | 41      | +14 |
| Agrupación Nacional de los Independientes (Rassemblement National des Indépendents) * | 447.244                            | 9,7                 | 39      | –4  |
| Unión Socialista de Fuerzas Populares (Union Socialiste des Forces Populaires) * | 408,945                            | 8.9                 | 38      | –12 |
| Unión Constitucional (Union Constitutionelle) | 335,116                            | 7.3                 | 27      | +11 |
| Partido del Progreso y el Socialismo (Parti du Progrès et du Socialisme) * | 248,103                            | 5.4                 | 17      | +6  |
| Unión PND–Al Ahd (Union PND–Al Ahd) × Lista conjunta × Partido Nacional-Demócrata (Parti National-Démocrate) × Partido del Acuerdo (Parti Al Ahd) | 253,816 139,688 56,176 57,952      | 5.5 3.0 1.2 1.3     | 14 8 3  | –3  |
| Frente de Fuerzas Democráticas (Front des Forces Démocratiques) | 207,982                            | 4.5                 | 9       | –3  |
| Movimiento Democrático y Social (Mouvement Démocratique et Social) | 168,960                            | 3.7                 | 9       | +2  |
| Unión PADS–CNI–PSU (Union PADS–CNI–PSU) × Lista conjunta × Partido del Congreso Nacional (Parti du Congrès National Ittihadi) × Partido de la Vanguardia Democrática Socialista (Parti de l'Avant-garde Démocratique Socialiste) × Partido Socialista Unificado (Parti socialiste unifié) | 148,011 98,202 25,695 3,761 20,353 | 3.2 2.1 0.6 0.1 0.4 | 6 5 1 — | +5  |
| Partido del Trabajo (Parti Travailliste) | 140,224                            | 3.0                 | 5       | +5  |
| Partido del Medio Ambiente y el Desarrollo (Parti de l'Environnement et du Développement) | 131,524                            | 2.9                 | 5       | +3  |
| Partido de la Renovación y la Equidad (Parti de Renouveau et de l'Équité) | 83,516                             | 1.8                 | 4       | +4  |
| Partido Socialista (Parti Socialiste) | 67,786                             | 1.5                 | 2       | +2  |
| Unión Marroquí por la Democracia (Union Marocaine pour la Démocratie) | 76,795                             | 1.7                 | 2       | +2  |
| Fuerzas Ciudadanas (Forces Citoyennes) | 31,207                             | 0.7                 | 1       | –1  |
| Alianza de las Libertades (Alliance des Libertés) | 34,801                             | 0.8                 | 1       | –3  |
| Iniciativa Ciudadanía y Desarrollo (Initiative Citoyenneté et Développement) | 50,278                             | 1.1                 | 1       | +1  |
| Partido del Renacimiento y de la Virtud (Parti de la Renaissance et de la Vertu) | 36,781                             | 0.8                 | 1       | +1  |
| Partido de la Reforma y el Desarrollo (Parti de la Réforme et du Développement) | 47.141                             | 1,0                 | 0       | –3  |
| Partido Marroquí Liberal (Parti Marocain Libéral) | 46.526                             | 1,0                 | 0       | –3  |
| Partido Democrático y de la Independencia (Parti Démocratique et de l'Indépendance) | 31.105                             | 0,7                 | 0       | –2  |
| Partido de la Acción (Parti de l'Action) | 24.384                             | 0,5                 | 0       | ±0  |
| Partido del Centro Social (Parti du Centre Social) | 22.826                             | 0,5                 | 0       | ±0  |
| Partido de la Esperanza (Parti de l'Espoir) | 16.376                             | 0,4                 | 0       | ±0  |
| Partido de al-Badil al-Hadari (Parti d'al-Badil al-Hadari) | 15.600                             | 0,3                 | 0       | ±0  |
| Partido Democrático Socialista (Parti Socialiste Démocratique) | 10.973                             | 0,2                 | 0       | –6  |
| Partido del Renacimiento (Parti Annahda) | 10.156                             | 0,2                 | 0       | ±0  |
| Partido de la Libertad y de la Justicia Social (Parti de la Liberté et de la Justice Sociale) | 5.452                              | 0,1                 | 0       | ±0  |
| Otros |                                    | 1,7                 | 5       | +5  |
| Total (participación: 37%) |                                    |                     | 325     |     |
| Fuente: MAP |                                    |                     |         |     |
| * Miembros de la coalición de gobierno saliente |                                    |                     |         |     |